# Slovenja vas
Slovenja vas este o localitate din comuna Hajdina, Slovenia, cu o populație de 509 locuitori.